# Onde Está a Liberdade?
Onde Está a Liberdade? (Dov'è la libertà...?) é um filme italiano de 1954, dirigido por Roberto Rossellini.
Estreou em Portugal a 21 de Julho de 1955.

## Sinopse
Pouco depois do fim da Segunda Guerra Mundial, Salvatore Lojacono (Totò), um modesto barbeiro, sai da cadeia depois de cumprir uma longa pena, por ter assassinado o amante da mulher. Infelizmente ele não tem para onde ir mas, contra todas as expectativas é recebido por parentes da esposa (já falecida), que querem utilizá-lo nas suas vigarices. Na realidade enriqueceram com o que roubaram aos judeus deportados para campos de concentração nazis. Salvatore, ao descobrir tudo isto, fica muito triste e decepcionado pela vida e vai tentar por todos os meios retornar à cadeia.

## Elenco
Totò: Salvatore Lo Jacono
Vera Molnar: Agnesina
Nita Dover: la maratoneta di danza
Franca Faldini: Maria
Leopoldo Trieste: Abramo Piperno
Antonio Nicotra: maresciallo
Salvo Libassi: un altro maresciallo
Giancarlo Zarfati: bambino nel vicolo
Giacomo Rondinella: un carcerato
Ugo D'Alessio: un giudice
Mario Castellani: pubblico ministero
Vincenzo Talarico: avvocato difensore
Fernando Milani: Otello Torquati
Eugenio Orlandi: Romolo Torquati
Giacomo Gabrielli: Torquato Torquati
Andrea Compagnoni: Nandino, il cognato
Augusta Mancini: la signora Teresa
Ines Fiorentini: la sora Amalia
Thea Zubin: Dea, la cameriera
Fortunato Misiano: un pensionato
Pasquale Misiano: un pensionato
Nino Misiano: un pensionato

## Nota
Depois de filmar algumas cenas, Rossellini desinteressou-se do filme, que terá sido completado por Mario Monicelli, com uma cena dirigida por Federico Fellini. Apesar de tudo é Rossellini quem aparece creditado no filme, que começou a ser rodado em 1952 e só foi exibido em 1954.

## Ligações Externas
- Onde Está a Liberdade?. no IMDb.
- Antonio Curtis:Dov'è la libertà